# Francisco Antonio Nieto Súa
Francisco Antonio Nieto Súa  (17 de septiembre de 1948, Panqueba, Boyacá, Colombia). Es obispo católico y fue Obispo Auxiliar de Bogotá, Obispo de San José del Guaviare.
Actualmente es Obispo Emérito de la Diócesis de Engativa.

## Biografía
Ingresó al Colegio “José Joaquín Ortiz” en la Ciudad de Tunja después de haber cursado la primaria en el municipio de donde es originario. Después de terminar su bachillerato ingresa al Seminario Mayor San José de la Arquidiócesis de Bogotá donde cursó la Filosofía y la Teología para luego dirigirse a la Pontificia Universidad Gregoriana de Roma donde cursó la Licenciatura en Historia de la Iglesia (1980-1983) posteriormente de haber sido ordenado sacerdote el 30 de noviembre de 1976.
Es miembro de las Academias de Historia Eclesiástica Nacional y de Bogotá.
El 30 de noviembre de 1973, recibió la Ordenación Presbiteral por imposición de manos del Cardenal Aníbal Muñoz Duque, entonces Arzobispo de Bogotá.
A lo largo de su ministerio ha des empañado los siguientes cargos:
- Vicario Parroquial de la Sagrada Eucaristía de Bogotá (1975 y 1976).
- Vicario Parroquial de San Bernardino en Soacha (1977).
- Párroco de Santa Lucía en Bogotá (1977 - 1980).
- Estudiante en Roma (1980-1983).
- Entre los años 1983 y 1995 se desempeñó como Director, Formador y profesor del Seminario Mayor San José de Bogotá.
- Párroco de San José Calasanz en Bogotá (1995-2000).
- Desde diciembre de 2000 es Vicario Episcopal para la Zona Pastoral del Espíritu Santo.
- Ha sido, en varias ocasiones, Arcipreste, miembro del Consejo Presbiteral y del Colegio de Consultores de la Arquidiócesis de Bogotá.
Recibió la distinción de Capellán de Su Santidad el 22 de junio de 2007.
El 22 de octubre de 2008 Su Santidad Benedicto XVI lo nombró Obispo titular de Teglata de Numidia y Auxiliar de la Arquidiócesis de Bogotá; el 17 de noviembre del mismo año fue su ordenación episcopal y el 2 de febrero de 2011 lo nombró Obispo de la Diócesis de San José del Guaviare.
El 7 de julio de 2011, la XCI Asamblea Plenaria lo nombró Delegado de la Conferencia Episcopal de Colombia ante el Consejo Directivo del Servicio Nacional de Aprendizaje – SENA.

| Predecesor: Domenico De Luca         | Obispo de Titular Teglata de Numidia 22 de octubre de 2008 - 2 de febrero de 2011 | Sucesor: vacante                     |
| Predecesor: -                        | Obispo Auxiliar de Bogotá 22 de octubre de 2008 - 2 de febrero de 2011            | Sucesor: -                           |
| Predecesor: Guillermo Orozco Montoya | Obispo de San José del Guaviare 2 de febrero de 2011 - 25 de junio de 2015        | Sucesor: Nelson Jair Cardona Ramírez |
| Predecesor: Héctor Gutiérrez Pabón   | Obispo de Engativá 26 de junio de 2015 - 29 de junio de 2024                      | Sucesor: Germán Medina Acosta        |